# Fransu
Fransu est une commune française située dans le département de la Somme, en région Hauts-de-France.
Ses habitants sont appelés les Fransussien(e)s ou les Fransussois(es)

## Géographie

### Localisation
Fransu est un village picard du Ponthieu.
À vol d'oiseau, la commune est située à 5 km au nord-ouest de Domart-en-Ponthieu , 6 km au sud-ouest de Bernaville, 8 km au nord-est d'Ailly-le-Haut-Clocher, 18 km à l'est d'Abbeville, 19 km au sud-ouest de Doullens et à 28 km au nord-ouest d'Amiens.
Le territoire de la commune est limitrophe de ceux de cinq communes.
Les communes limitrophes sont  Beaumetz, Domqueur, Franqueville, Mesnil-Domqueur et Ribeaucourt.

### Géologie et relief
Le territoire communal est situé en grande partie sur un plateau, sur lequel s'étend le village prolongé à l'ouest par une vaste étendue cultivée appelée la Plaine. Il est bordé au nord et à l'est par le massif continu des bois de Ribeaucourt et Monsieur-de-Berny.

### Hydrographie
La commune est située dans le bassin Artois-Picardie. Elle n'est drainée par aucun cours d'eau.

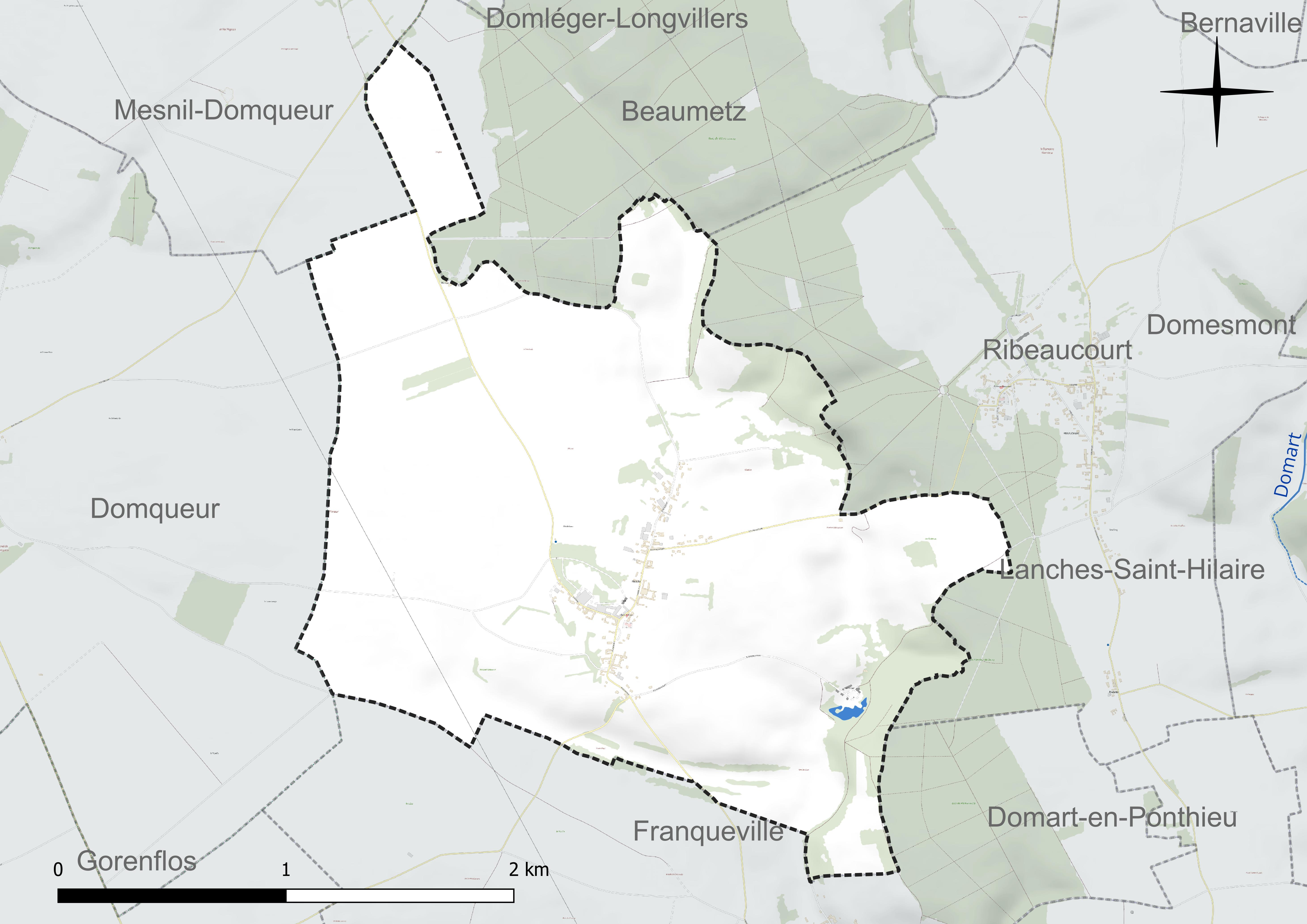
Réseau hydrographique de Fransu.

### Climat
Pour des articles plus généraux, voir Climat des Hauts-de-France et Climat de la Somme.
En 2010, le climat de la commune est de type climat océanique dégradé des plaines du Centre et du Nord, selon une étude du CNRS s'appuyant sur une série de données couvrant la période 1971-2000. En 2020, Météo-France publie une typologie des climats de la France métropolitaine dans laquelle la commune est exposée à un climat océanique et est dans la région climatique Côtes de la Manche orientale, caractérisée par un faible ensoleillement (1 550 h/an) ; forte humidité de l'air (plus de 20 h/jour avec humidité relative > 80 % en hiver), vents forts fréquents.
Pour la période 1971-2000, la température annuelle moyenne est de 10,1 °C, avec une amplitude thermique annuelle de 14 °C. Le cumul annuel moyen de précipitations est de 850 mm, avec 12,8 jours de précipitations en janvier et 9 jours en juillet. Pour la période 1991-2020, la température moyenne annuelle observée sur la station météorologique la plus proche, située sur la commune de Bernaville à 6 km à vol d'oiseau, est de 10,4 °C et le cumul annuel moyen de précipitations est de 877,3 mm,. Pour l'avenir, les paramètres climatiques de la commune estimés pour 2050 selon différents scénarios d'émission de gaz à effet de serre sont consultables sur un site dédié publié par Météo-France en novembre 2022.

### Milieux naturels et biodiversité
Fransu est concernée en partie, comme Ribeaucourt, Franqueville et  Domart-en-Ponthieu, par la ZNIEFF de catégorie 1 « Massif forestier de Ribeaucourt,et de Martaineville, et cavité souterraine ». On y observe notamment : 
- Faune : Triton alpestre (Triturus alpestris), Vespertilion de Natterer (Myotis nattereri), Vespertilion à oreilles échancrées (Myotis emarginatus). Il accueille des sites de nidification de la Bondrée apivore (Pernis apivorus), du Busard Saint-Martin (Circus cyaneus) et du Faucon hobereau (Falco subbuteo) ;
- Flore :  Blechne en épi (Blechnum spicant), Hellébore vert (Helleborus viridis), Pyrole mineure (Pyrola minor) Daphné lauréole (Daphne laureola) ainsi que de nombreuses espèces acidoclines à acidophiles (Carex pilulifera, Teucrium scorodonia, Luzula multiflora …).

## Urbanisme

### Typologie
Au 1er janvier 2024, Fransu est catégorisée commune rurale à habitat dispersé, selon la nouvelle grille communale de densité à sept niveaux définie par l'Insee en 2022.
Elle est située hors unité urbaine. Par ailleurs la commune fait partie de l'aire d'attraction d'Amiens, dont elle est une commune de la couronne,. Cette aire, qui regroupe 369 communes, est catégorisée dans les aires de 200 000 à moins de 700 000 habitants,.

### Occupation des sols
L'occupation des sols de la commune, telle qu'elle ressort de la base de données européenne d'occupation biophysique des sols Corine Land Cover (CLC), est marquée par l'importance des territoires agricoles (86,6 % en 2018), une proportion identique à celle de 1990 (86,6 %). La répartition détaillée en 2018 est la suivante : 
terres arables (83 %), forêts (8,2 %), zones urbanisées (5,2 %), prairies (3,6 %). L'évolution de l'occupation des sols de la commune et de ses infrastructures peut être observée sur les différentes représentations cartographiques du territoire : la carte de Cassini (XVIIIe siècle), la carte d'état-major (1820-1866) et les cartes ou photos aériennes de l'IGN pour la période actuelle (1950 à aujourd'hui).

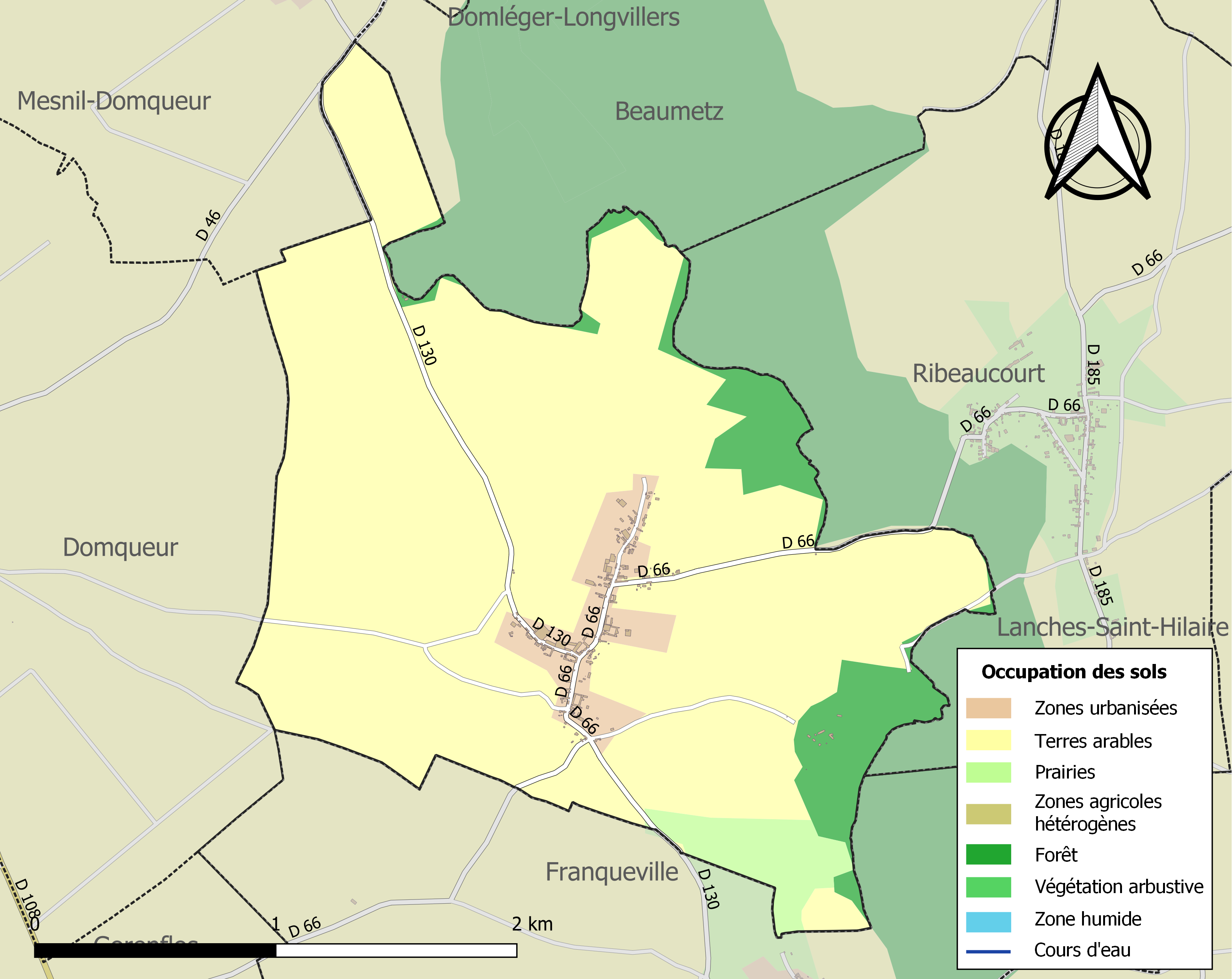
Carte des infrastructures et de l'occupation des sols de la commune en 2018 (CLC).

### Morphologie urbaine
Fransu est un village rural « organisé autour d'un axe nord-sud formé par la rue du Bon-Blé, la Grande-Rue et la rue Heurtevent. Deux voies perpendiculaires interrompent cette rue, la rue Madame, à l'angle de la ferme du château, qui forme un tronçon de la RD. 130 vers Domqueur au nord-ouest, et la route de Ribeaucourt, vers l'est, au nord du village. La rue principale s'élargit au centre de l'agglomération pour former un usoir devant l'église et le cimetière ».

### Voies de communication et transports
Fransu est aisément accessible par l'ex-RN 25 (actuelle RD 925) reliant Le Havre, Abbeville et Doullens
En 2019, Fransu  est desservi par la ligne d'autocars no 24 (Doullens - Domart-en-Ponthieu) et la ligne no 28 (Saint-Léger - Flixecourt - Amiens) du réseau inter-urbain Trans'80, Hauts-de-France, tous les jours sauf le dimanche et les jours fériés.

## Toponymie
Le nom de la localité est attesté sous les formes Fransut en 1106 ; Fransu en 1140 ; Franssu en 1377 ; Fransures en 1408 ; Fransus en 1507 ; Fusier en 1592 ; Franseu en 1648 ; Fransur en 1638 ; Fransure en 1733.
Les habitants ayant reçu une charte de franchises les délivrant des liens féodaux, le village en aurait tiré son nom.

## Histoire
L'archéologie aérienne a permis de révéler la présence de vestiges d'une villa gallo-romaine, sur le plateau à l'ouest du village actuel. Ce vaste domaine agricole a probablement été repris durant le Haut Moyen Âge par les moines de l'abbaye de Saint-Riquier, comme l'indiquerait le toponyme la Terre des Moines.
Un château fort est mentionné au XIVe siècle.
« Durant la guerre de Trente Ans, Fransu a été pris et pillé à plusieurs reprises par les troupes impériales entre 1635 et 1647. Comme dans toute la partie nord de la France, cette époque troublée des guerres de Religion et de la guerre de Trente Ans, entre le milieu du XVIe et le milieu du XVIIe siècle, a favorisé l'aménagement d'une muche (carrière souterraine) pour protéger les récoltes et la population. Située sous l'emplacement de l'ancien château médiéval, au niveau de la rue Madame, elle présente un plan comparable à celle de Domqueur, avec une galerie coudée flanquée de chambres ».
Sous l'Ancien Régime, la paroisse relevait du doyenné de Saint-Riquier. La cure était à la présentation du prieur de Domart. Ce dernier partageait un tiers de la dîme avec l'abbesse de Berteaucourt, les deux tiers restants revenant au chapitre cathédral d'Amiens.
La seigneurie appartenait aux Quiéret dont le premier possesseur était Jacques de Vignacourt seigneur du Quiéret et de Fransu, né en 1059. Elle restera dans cette famille sur plusieurs générations. Elle consistait en une ferme de six journaux d'enclos, 150 journaux de terre, 10 journaux de bois, 7 journaux de prés, un moulin à vent, un champart et des censives[réf. nécessaire].
Fransu comptait autrefois un hameau, Houdancourt, sur l'ancien chemin de Domart-en-Ponthieu à Ribeaucourt, à une distance d'environ 500 mètres du village de Fransu, dans le vallon formé par le fond de Quin, au sud, et le fond de Ribeaucourt, au nord. Selon le plan cadastral de 1833, le hameau comptait une quinzaine d'habitations, construites pour la plupart le long du chemin de Ribeaucourt. La chapelle était érigée sur la place séparant le château du presbytère et des autres maisons. Elle existait encore à la fin du XIXe siècle, qui, abandonnée, a été détruite en 1983.

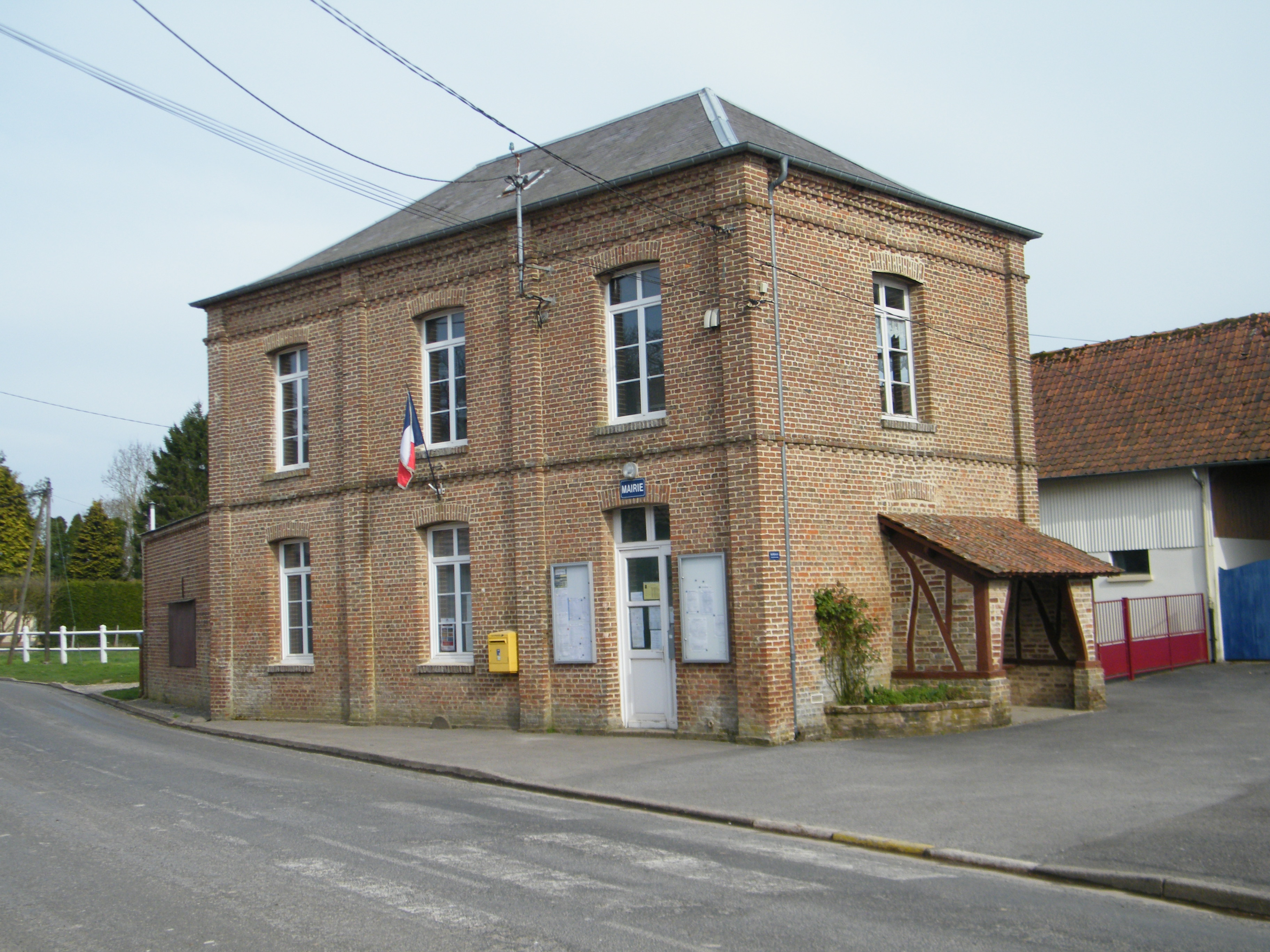
La mairie.

En 1856-1860 est construite une nouvelle école, remplaçant l'ancien bâtiment devenu insalubre. La mairie s'installe au premier étage du bâtiment, dans l'ancien logement de l'instituteur, en 1929. L'école ferme en 2008 et la mairie emménage au rez-de-chaussée.
La croix dite de la Jeunesse a été érigée en 1863 par la famille Lesueur à l'occasion du mariage de leur fille.
Durant la guerre franco-allemande de 1870, le village est occupé par les troupes allemandes et doit payer une contribution à l'occupant.
La croix de la route de Franqueville a été érigée à l'entrée sud du village à la fin du XIXe siècle par Marie Robillard.
Activité économique à la fin du XIXe siècle
L'activité textile était faible au début du XIXe siècle, avec 13 fileuses en 1836 et 1851, et disparait complètement à la fin du XIXe siècle ou au début du XXe siècle. Les deux moulins à vent (milieu de la Plaine, pour l'un, mentionné au cadastre napoléonien, et à l'extrémité de la rue du Moulin, pour l'autre, construit ultérieurement), ont disparu à la même époque.
XXe siècle

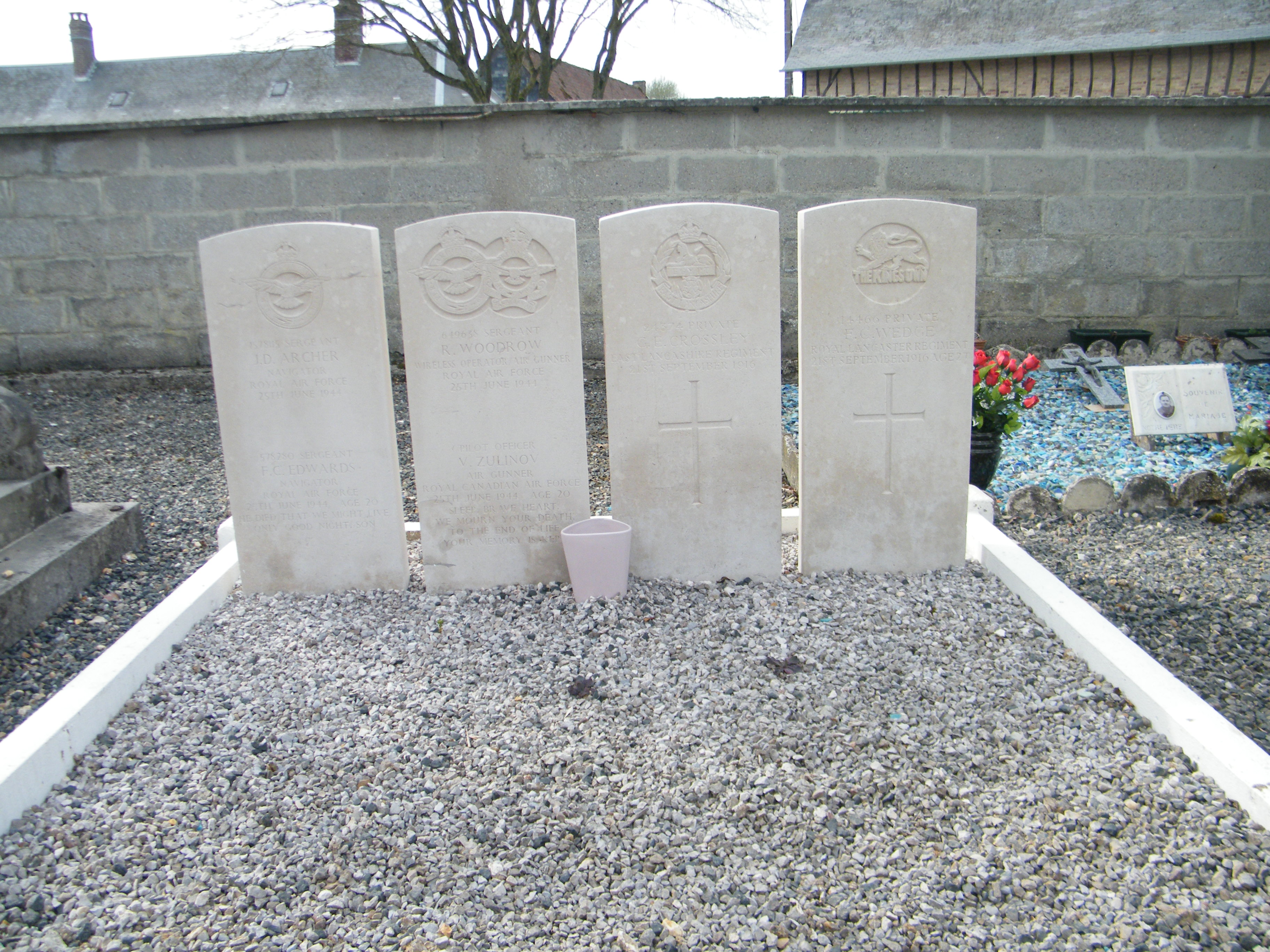
Tombes de soldats alliés de la Première Guerre mondiale dans le cimetière.

Lors de la Première Guerre mondiale, des troupes britanniques ont stationné à Fransu ; le cimetière abrite les tombes de deux soldats britanniques tués accidentellement en 1916.
Le village est occupé par les Nazis dès le 20 mai 1940 lors de la Seconde Guerre mondiale, la maison Legris, en face de l'église, a abrité le commandement militaire local (Ortkommandantur). Le 24 juin 1944, pendant les combats de la Libération de la France, un Lancaster d'une escadrille de la Royal air force parti bombarder le site de missiles V1 de Prouville est abattu au lieudit les Écléfauts, entre Fransu et Ribeaucourt. Six des huit hommes d'équipage sont tués, quatre d'entre eux reposent au cimetière communal.
L'adduction d'eau est réalisée en 1955, avec la construction d'un château d'eau, permettant le comblement de la mare et le réaménagement, dans les années 1970, de la place publique. La salle polyvalente a été construite en 1989.

## Politique et administration

### Rattachements administratifs et électoraux
Rattachements administratifs
La commune se trouve depuis 1926 dans l'arrondissement d'Amiens du département de la Somme.
Elle faisait partie depuis 1793 du canton de Domart-en-Ponthieu. Dans le cadre du redécoupage cantonal de 2014 en France, cette circonscription administrative territoriale a disparu, et le canton n'est plus qu'une circonscription électorale.
Rattachements électoraux
Pour les élections départementales, la commune fait partie depuis 2014 du canton de Flixecourt
Pour l'élection des députés, elle fait partie de la première circonscription de la Somme.

### Intercommunalité
Fransu était membre de la communauté de communes du Val de Nièvre et environs, un établissement public de coopération intercommunale (EPCI) à fiscalité propre créé fin 1992 et auquel la commune a transféré un certain nombre de ses compétences, dans les conditions déterminées par le code général des collectivités territoriales.
Dans le cadre des prescriptions de la loi portant nouvelle organisation territoriale de la République (Loi NOTRe) du 7 août 2015, cette intercommunalité fusionne avec sa voisine pour former, le 1er janvier 2017, la communauté de communes Nièvre et Somme dont est désormais membre Fransu.

### Liste des maires
| Période                                  | Période                      | Identité                     | Étiquette | Qualité                                |
| ---------------------------------------- | ---------------------------- | ---------------------------- | --------- | -------------------------------------- |
| Les données manquantes sont à compléter. |                              |                              |           |                                        |
| années 1830-1840                         |                              | Jean-Baptiste Roussel (fils) |           | Propriétaire du château de Houdencourt |
| Les données manquantes sont à compléter. |                              |                              |           |                                        |
| 1981                                     | 2011                         | Michel Parmentier            |           | démissionnaire en 2011                 |
| 2011                                     | En cours (au 8 octobre 2020) | Philippe Mauger              |           | Réélu pour le mandat 2020-2026,        |

## Démographie
L'évolution du nombre d'habitants est connue à travers les recensements de la population effectués dans la commune depuis 1793. Pour les communes de moins de 10 000 habitants, une enquête de recensement portant sur toute la population est réalisée tous les cinq ans, les populations de référence des années intermédiaires étant quant à elles estimées par interpolation ou extrapolation. Pour la commune, le premier recensement exhaustif entrant dans le cadre du nouveau dispositif a été réalisé en 2005.

En 2022, la commune comptait 191 habitants, en évolution de +11,7 % par rapport à 2016 (Somme : −1,26 %, France hors Mayotte : +2,11 %).
| 1793 | 1800 | 1806 | 1821 | 1831 | 1836 | 1841 | 1846 | 1851 |
| ---- | ---- | ---- | ---- | ---- | ---- | ---- | ---- | ---- |
| 381  | 417  | 425  | 445  | 429  | 447  | 448  | 444  | 437  |

| 1856 | 1861 | 1866 | 1872 | 1876 | 1881 | 1886 | 1891 | 1896 |
| ---- | ---- | ---- | ---- | ---- | ---- | ---- | ---- | ---- |
| 448  | 458  | 478  | 428  | 396  | 352  | 347  | 344  | 336  |

| 1901 | 1906 | 1911 | 1921 | 1926 | 1931 | 1936 | 1946 | 1954 |
| ---- | ---- | ---- | ---- | ---- | ---- | ---- | ---- | ---- |
| 298  | 264  | 227  | 216  | 195  | 179  | 169  | 173  | 179  |

| 1962 | 1968 | 1975 | 1982 | 1990 | 1999 | 2005 | 2006 | 2010 |
| ---- | ---- | ---- | ---- | ---- | ---- | ---- | ---- | ---- |
| 144  | 148  | 139  | 117  | 126  | 104  | 115  | 116  | 149  |

| 2015 | 2020 | 2022 | - | - | - | - | - | - |
| ---- | ---- | ---- | - | - | - | - | - | - |
| 164  | 183  | 191  | - | - | - | - | - | - |

## Économie
L'activité économique du village est principalement agricole.
« En 2000, 5 exploitations agricoles (8 en 1988) regroupaient une superficie agricole utilisée (SAU) de 565 ha (608 ha en 1988), soit une SAU moyenne de 113 ha (76 en 1988). Les surfaces agricoles de la commune représentaient 468 ha de terres labourables (510 ha en 1988) et 158 ha de cultures fourragères (182 ha en 1988), dont 400 ha de superficie en fermage (395 ha en 1988) (données AGRESTE). Ces chiffres traduisent une diminution du nombre des exploitations depuis une vingtaine d'années, ainsi qu'une augmentation de leur taille moyenne, qui est une des plus importantes de l'aire d'étude ».

## Culture locale et patrimoine

### Lieux et monuments
- Église Saint-Ferréol[36] dont le chœur polygonal date du XVIe siècle, il est caractéristique de l'architecture religieuse picarde. Le clocher a été reconstruit à partir d'un ancien clocher-mur dont les vestiges sont encore visibles. Des graffitis supposés des XVIIe et XVIIIe siècles sont gravés sur les murs[24],[37].

- Château à Houdencourt, détruit par un incendie en 1987, inscrit monument historique (MH) partiellement en 2004. Il a été reconstruit entièrement de 1994 à 1997[29] 
Sa chapelle funéraire, à une centaine de mètres, sert de sépulture à d'anciens propriétaires du château[23],[25].

- Château de Fransu, réalisé à proximité de l'emplacement de l'ancien château-fort, délaissé par le seigneur à partir du XVIe siècle, et détruit après la Révolution française, dont il ne reste qu'une muche (souterrain-refuge) creusée à son emplacement au XVIe ou au  XVIIe siècle. Armand Douville (1793-1845), écuyer, officier de cavalerie et futur aide de camp du prince de Croÿ hérite du domaine en 1809, relève et agrandit le château construit en 1670 qui avait été détruit  lui-aussi à la Révolution. 
L'édifice actuel date donc principalement du XIXe siècle ; il est constitué d'un corps de logis principal qui s'élève au fond d'une cour fermée par une grille en fer forgé. Il est formé d'un rez-de-chaussée surélevé surmonté d'un étage de comble. Un avant-corps de calcaire à trois travées marque le centre de la façade. L'ensemble est construit en briques et pierres de taille en couches alternées[38].

- Monument aux morts, érigé en 1922 et d'un modèle similaire à ceux des communes de Havernas et de Pernois[39]

- Oratoire en forme de pyramide, de 1954, à la sortie du village, en direction de Mesnil-Domqueur. Une Vierge à l'enfant y serre un oiseau dans ses bras[23].

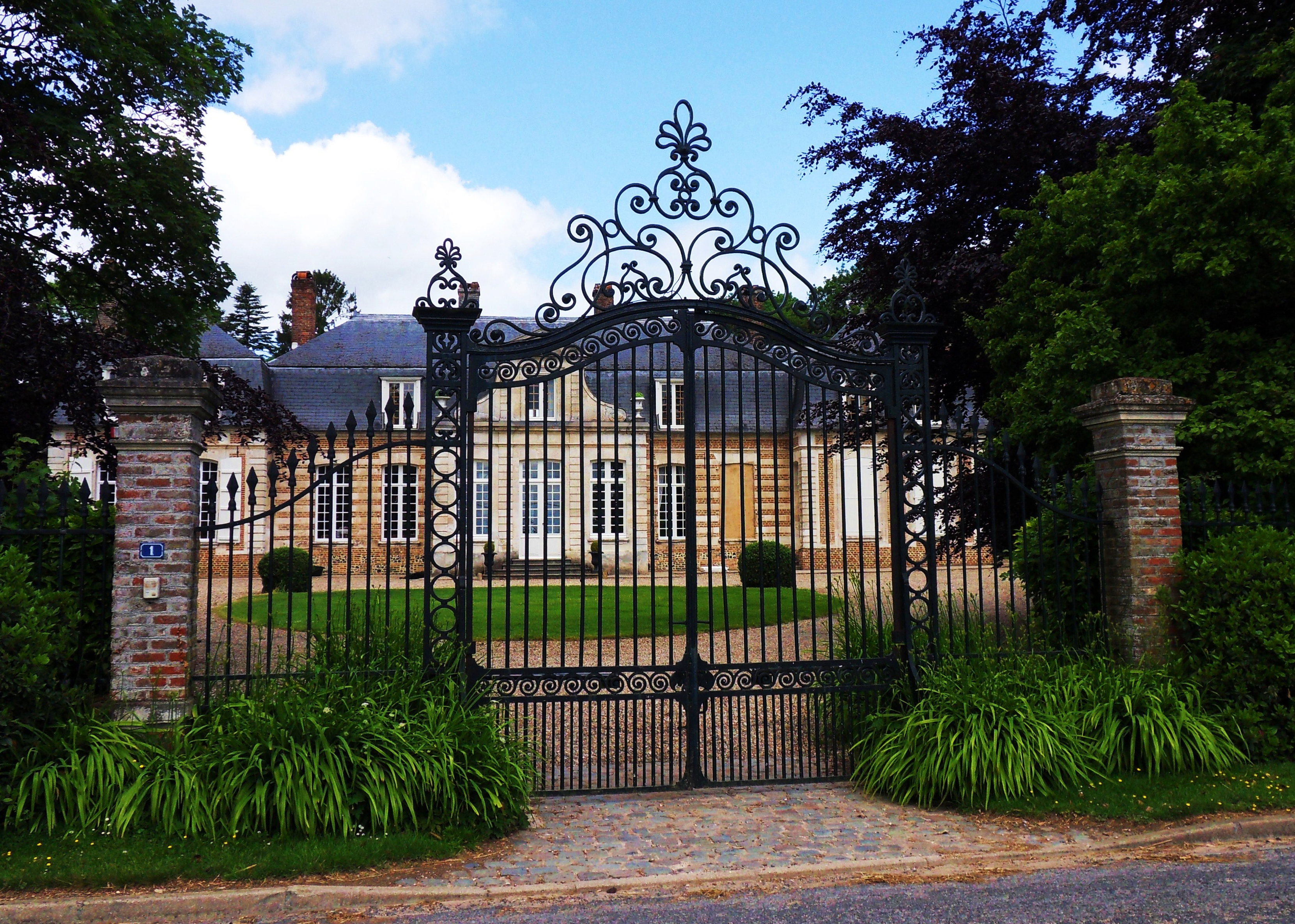
Le château.
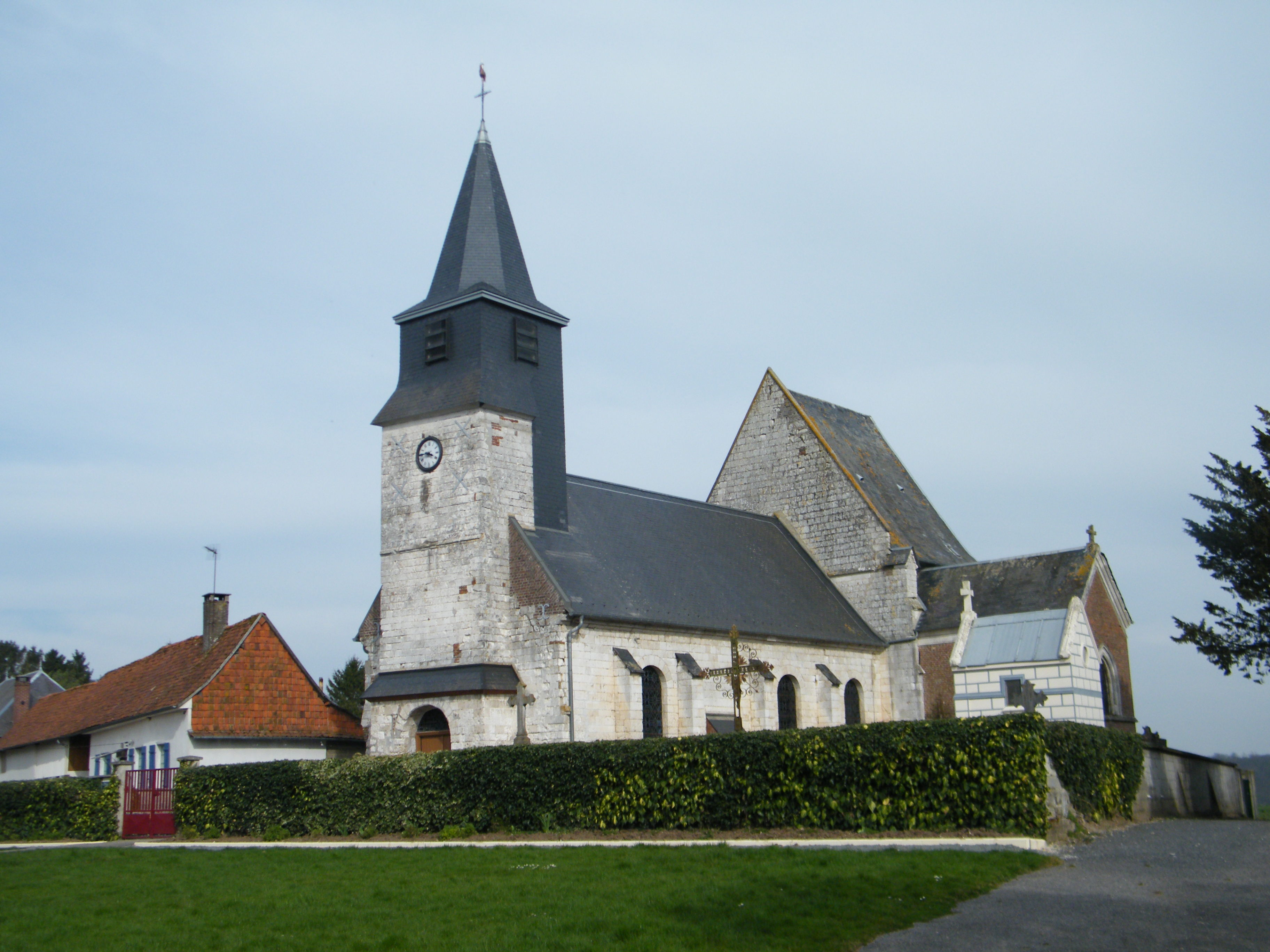
L'église Saint-Ferréol.
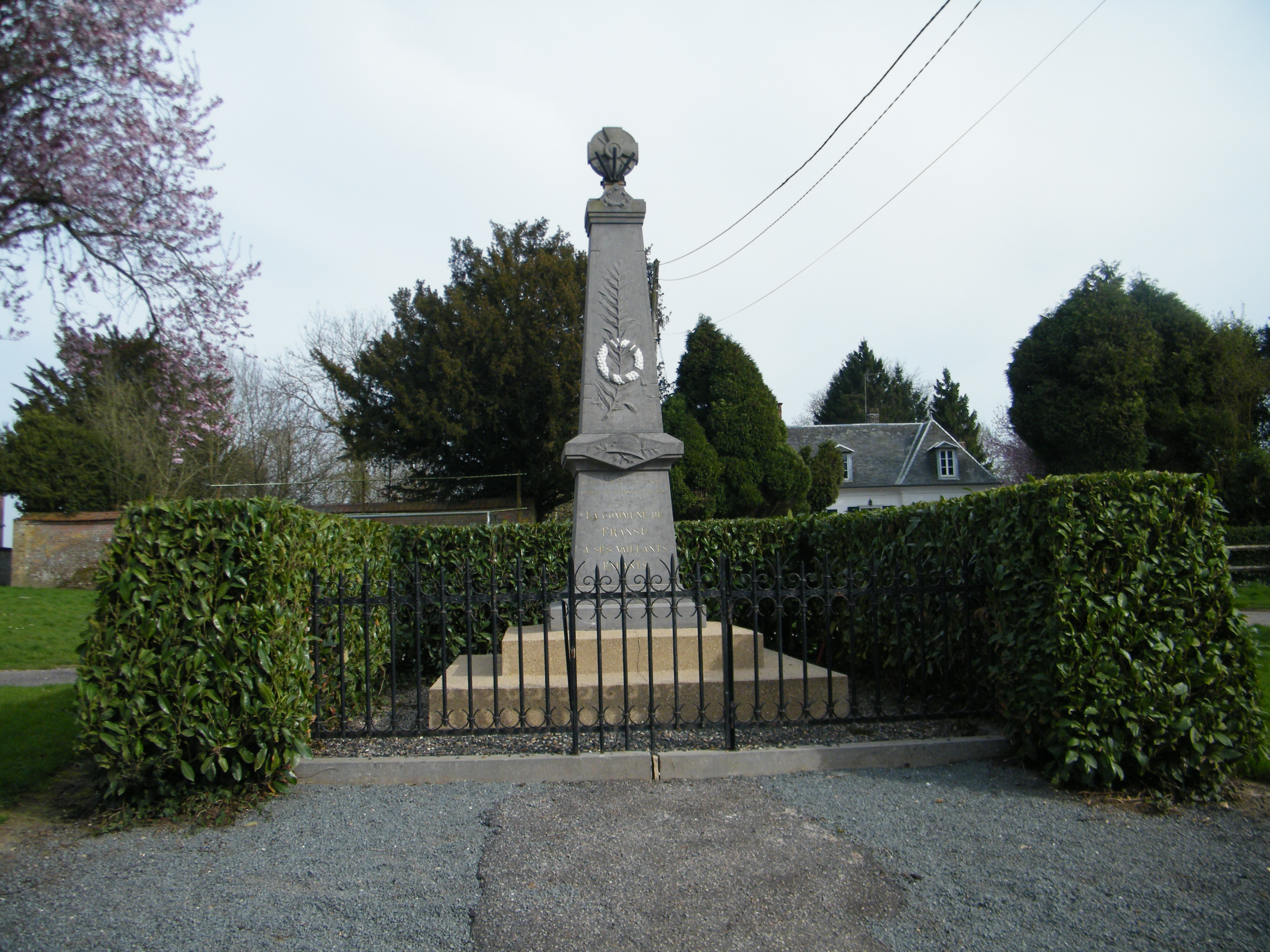
Le monument aux morts pour la patrie.
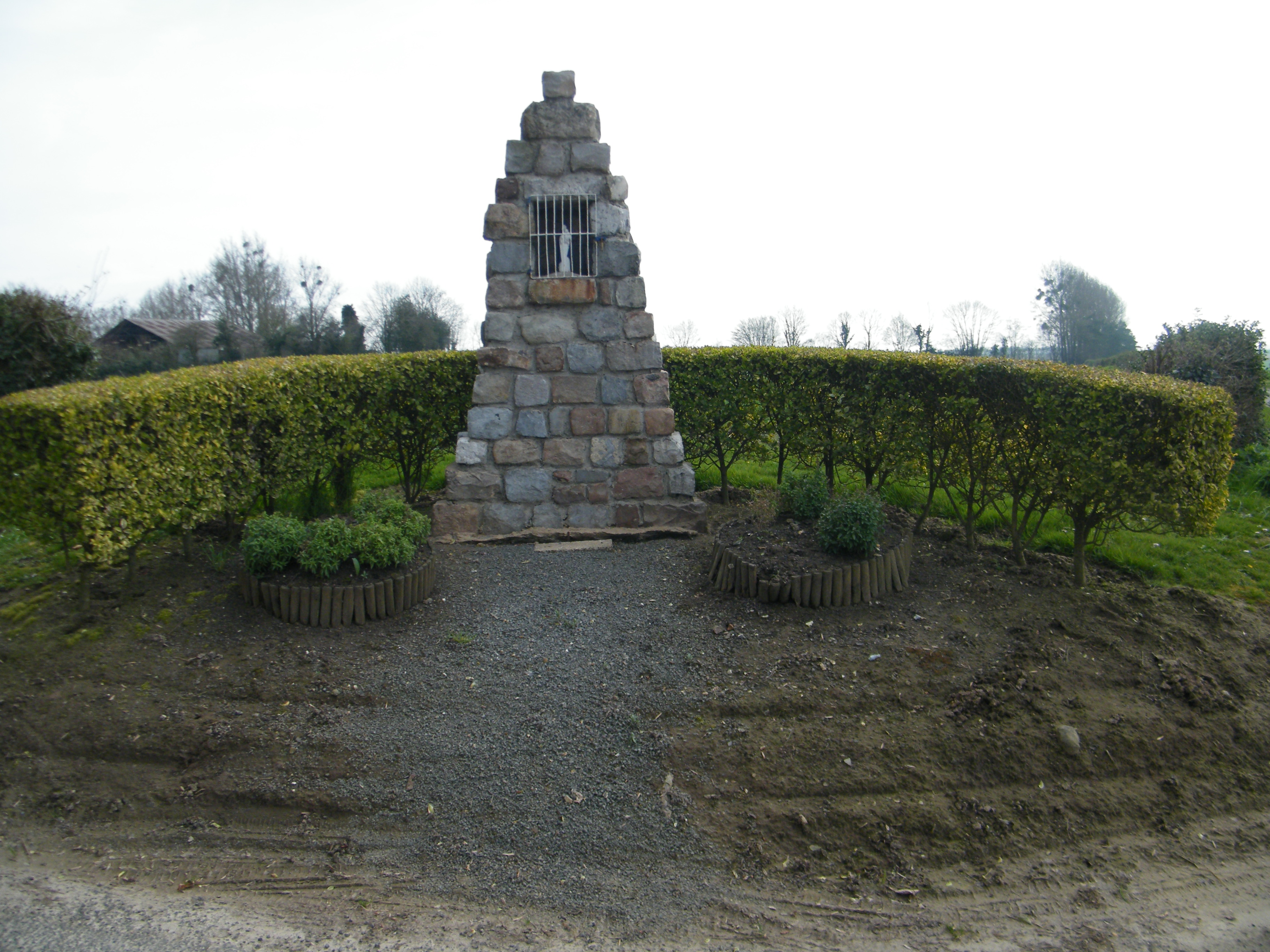
L'oratoire pyramidal

### Personnalités liées à la commune
- Adrien Jacques Vignier de Fransu est seigneur du village en 1750. La cloche de l'église porte son nom[24].
- Pierre Ignace Dorémus (1780-1858), chanoine honoraire de Paris, décédé à Houdencourt[réf. nécessaire].